# (38202) 1999 LM33
1999 LM33 (asteroide 38202) é um asteroide da cintura principal. Possui uma excentricidade de 0.18286810 e uma inclinação de 4.23018º.
Este asteroide foi descoberto no dia 10 de junho de 1999 por NEAT em Palomar.